# Francesco Castagnola
Francesco Castagnola (Nápoles, primeira metade do século XIV - Gênova, 15 de novembro de 1385) foi um cardeal napolitano da Igreja Católica.

## Biografia
Era filho de Paolo Castagnola. Foi Protonotário Apostólico.
Criado pelo Papa Urbano VI como cardeal-diácono no consistório de 17 de dezembro de 1384, não foi receber a sua igreja diaconial.
Morreu em 15 de novembro de 1385, em Gênova, onde foi sepultado.